# Agathosma
Agathosma o Buchu es un género de plantas con flores con 291 especies, perteneciente a la familia Rutaceae. Son nativos del sur de África.
Son pequeños arbustos o subarbustos con ramas erectas y ramosas que alcanzan los 30-100 cm de altura pero de bajo crecimiento y rastreras en algunas especies. Las hojas son simples, enteras y opuestas que tienen 5-35 cm de longitud. Las flores en grupos terminales tienen 1-2 cm de diámetro con cinco pétalos de color blanco, rojo, rosa o púrpura.
Muchas especies son aromáticas y otras son usadas como plantas medicinales.

## Especies seleccionadas
- Agathosma abrupta
- Agathosma acerosa
- Agathosma acocksii
- Agathosma acuminata
- Agathosma acutifolia
- Agathosma betulina

## Sinónimos
- Barosma Willd.
- Hartogia L.
- Parapetalifera J. C. Wendl.